# Платонов, Вячеслав Алексеевич
Вячесла́в Алексе́евич Плато́нов (21 января 1939, Пушкин — 26 декабря 2005, Санкт-Петербург) — советский волейболист, советский и российский волейбольный тренер. Главный тренер сборных СССР (1977—1985, 1990—1992), Финляндии (1992—1995) и России (1996—1997). Заслуженный тренер СССР (1978) и РСФСР (1972).

## Биография
Вячеслав Платонов начал заниматься волейболом с 10 лет в секции 263-й школы Ленинграда под руководством Николая Чикунова. Играл за ленинградские команды СКИФ (1954—1957), СКА (1957—1965) и «Спартак» (1965—1967, с 1967 по 1971 год — играющий тренер). Чемпион СССР 1959 в составе сборной Ленинграда. Победитель Спартакиады народов СССР 1959. Трёхкратный победитель чемпионата дружественных армий (1961, 1962, 1964). Мастер спорта с 1959 года.
В 1957 году окончил Школу тренеров, а в 1961 году — факультет физического воспитания и спорта Ленинградского педагогического института имени А. И. Герцена.
С 1967 по 1975 и с 1977 по 1989 год тренировал ленинградский «Автомобилист», с которым 13 раз становился призёром чемпионатов СССР, по два раза побеждал в розыгрышах Кубка СССР, Кубка Кубков и Кубка Европейской конфедерации волейбола. В 1975—1977 годах работал в Кувейте с клубом «Кадиссия», в 1989—1990 и 1992—1995 годах возглавлял финский «Лойму» (Райсио).
В 1971—1975 годах возглавлял молодёжную сборную СССР, с которой выиграл три чемпионата Европы (1971, 1973, 1975). В 1975 году в должности старшего тренера завоевал с мужской сборной Ленинграда серебряные медали Спартакиады народов СССР.
В 1977 году, в возрасте 38 лет, Вячеслав Платонов стал тренером мужской сборной команды СССР по волейболу. Под его руководством сборная СССР выиграла Олимпийские игры 1980 года, 6 раз становилась чемпионом Европы (1977, 1979, 1981, 1983, 1985, 1991), 2 раза чемпионом мира (1978, 1982), 3 раза обладателем Кубка мира (1977, 1981, 1991), одержала победу на международном турнире «Дружба-84» и тем самым установила уникальное достижение — с 1977 по 1985 год выиграла все турниры, в которых участвовала.
В 1992—1995 годах работал тренером мужской сборной Финляндии.
С 1995 года возглавлял «Автомобилист» («Балтику», «Спартак») Санкт-Петербург. Одновременно с 1996 по 1997 год Платонов был тренером сборной России, которая в 1996 году выиграла бронзовые медали Мировой лиги, а на Олимпиаде в Атланте дошла до полуфинала.
Признавался лучшим тренером мира (1981, 1991), лучшим тренером Европы (1986, 1990), самым успешным тренером мира (1984, 1991). В 2001 году вместе с японским тренером Ясутакой Мацудайрой был признан лучшим волейбольным тренером XX века. В 2002 году избран во Всемирный зал волейбольной славы в Холиоке.
Вячеслав Платонов был членом КПСС, в 1982—1987 годах — депутатом Ленинградского городского Совета народных депутатов. В 1982 году занесён в Книгу почёта Комитета по физической культуре и спорту при Совете министров СССР, в Летопись комсомольской славы ЦК ВЛКСМ. В 1991—2005 годах — член Президиума Всероссийской федерации волейбола.
5 ноября 2005 года на Крестовском острове в Санкт-Петербурге открылась Волейбольная академия Вячеслава Платонова.
Вячеслав Платонов скончался после тяжёлой болезни в ночь с 25 на 26 декабря 2005 года в Санкт-Петербурге. Похоронен 29 декабря на Никольском кладбище Александро-Невской лавры.

Могила Платонова на Никольском кладбище Александро-Невской лавры в Санкт-Петербурге.

## Достижения
В качестве главного тренера
С клубами
- Серебряный (1978, 1978/79, 1979/80, 1980/81, 1982) и бронзовый (1972, 1973, 1974, 1975, 1984/85, 1986/87, 1987/88, 1988/89) призёр чемпионатов СССР.
- Обладатель Кубка СССР (1983, 1989), серебряный (1988) и бронзовый (1985, 1986, 1987) призёр Кубка СССР.
- Обладатель Кубка кубков (1981/82, 1982/83).
- Обладатель Кубка Европейской конфедерации волейбола (1987/88, 1988/89).
- Чемпион Кувейта (1976, 1977).
- Чемпион Финляндии (1989/90), бронзовый призёр чемпионатов Финляндии (1992/93, 1993/94).
- Серебряный (1996) и бронзовый (1995, 1998) призёр Кубка России.

Со сборными
- Олимпийский чемпион (1980).
- Чемпион мира (1978, 1982), бронзовый призёр чемпионата мира (1990).
- Чемпион Европы (1977, 1979, 1981, 1983, 1985, 1991).
- Обладатель Кубка мира (1977, 1981, 1991), серебряный призёр Кубка мира (1985).
- Победитель турнира «Дружба-84».
- Победитель Игр доброй воли (1990).
- Бронзовый призёр Мировой лиги (1991, 1996).
- Победитель чемпионатов Европы среди молодёжных команд (1971, 1973, 1975).

## Награды
- Орден Дружбы народов (1980).
- Орден «Знак Почёта» (1985).
- Орден Почёта (1999).
- Медали «За доблестный труд» (1970), «Трудовая доблесть» (1980), «Ветеран труда» (1988), «В память 300-летия Санкт-Петербурга» (2003).
- Почётные знаки «Спортивная слава России» (редакция газеты «Комсомольская правда» и коллегия Олимпийского комитета России, ноябрь 2002)[3], «За заслуги в развитии олимпийского движения в России» (1998), «За заслуги в развитии волейбола в России» (2004).

## Память
С 2006 года в Санкт-Петербурге проводится ежегодный международный турнир среди клубных команд «Мемориал Платонова», с 2008 года — Международный детско-юношеский турнир памяти Вячеслава Платонова.
30 августа 2015 года в фойе Академии волейбола на Крестовском острове открыт бронзовый бюст Вячеслава Платонова.